# Fábián László (orvos)
Fábián László, egyes forrásokban Őri Fábián László (18. század – 19. század) orvos
Közép-Szolnokmegye főorvosa 1800–1820 között s a jénai mineralógiai társaság tagja volt. 
Művei
- Az anyákhoz való jó tanácsa Hufelandnak a gyermekek testi neveléseknek nevezetesebb pontjairól az ő életeknek első esztendejekben. Iratott németül 1799. esztendőben, most pedig magyarra fordította és némely megjegyzésekkel és világosításokkal a magyarok szokásokhoz alkalmaztatva kiadta. Pozsony, 1802. (Az Ajtai  Cserei Helénának, id. Wesselényi Miklós feleségének ajánlott könyv gyakorlati tanácsokat nyújtott az anyáknak a csecsemőápolást és az  egészségnevelést illetően:  a  hideg-meleg  és  „levegői” fürdőkről,  a  tisztaságról,  a  „bé-polázásról  és  első ruházattyokról a' kisdedeknek”,  „a  rengetésről”, a sírásról, az ételről, italról, álomról és „a' hajadon  főről.”)
- Kéziratban: Felelet Márton István által (Tud. Gyűjt. 1818. VI. 122. l.) feltett problemák 3. pontjára 1818.